# التكامل بالطبقات الأسطوانية

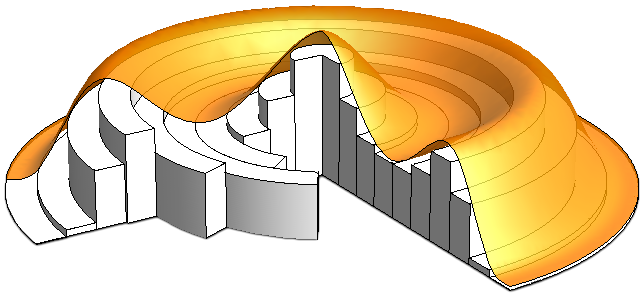
رسم لوصف طريقة التكامل بالطبقات الأسطوانية.

التكامل بالطبقات الأسطوانية (طريقة (بالإنجليزية: shell)‏ في حساب التفاضل والتكامل) هو وسيلة لحساب حجم المادة الصلبة داخل منحنى، عند الاندماج على طول محور عمودي على المحور. هذا على النقيض من تكامل بالأقراص الذي يدمج على طول المحور الموازي لمحورها.

## تعريف
يذهب أسلوب الطبقات الأسطوانية على النحو التالي: النظر في وحدة تخزين في ثلاثة أبعاد التي تم الحصول عليها عن طريق تدوير المقطع العرضي في الرسم البياني حول المحور y. افترض أن المقطع العرضي تم تعريفه بواسطة الرسم البياني للدالة الموجبة f(x) على الفاصل الزمني [a,b]. بعد ذلك ستكون الصيغة كالتالي:
{\displaystyle 2\pi \int _{a}^{b}xf(x)\,dx}
إذا كانت الدالة من الإحداثي y وكان محور الدوران هو المحور x، تصبح الصيغة:
{\displaystyle 2\pi \int _{a}^{b}yf(y)\,dy}
إذا كانت الدالة تدور حول السطر x = h أو y = k، تصبح الصيغ:
{\displaystyle {\begin{cases}\displaystyle 2\pi \int _{a}^{b}(x-h)f(x)\,dx,&{\text{if}}\ h\leq a<b\\\displaystyle 2\pi \int _{a}^{b}(h-x)f(x)\,dx,&{\text{if}}\ a<b\leq h\end{cases}}}
أيضا
{\displaystyle {\begin{cases}\displaystyle 2\pi \int _{a}^{b}(y-k)f(y)\,dy,&{\text{if}}\ k\leq a<b\\\displaystyle 2\pi \int _{a}^{b}(k-y)f(y)\,dy,&{\text{if}}\ a<b\leq k\end{cases}}}
تستمد المعادلة بحساب التكامل المزدوج في الإحداثيات القطبية.